# Hisham Hammad
Hisham Hammad (* 21. März 1951 in Jerusalem-Bire, Palästina) ist ein deutscher Zahnmediziner und Politiker der Partei Bündnis 90/Die Grünen.

## Ausbildung und Beruf
Hisham Hammad erlangte 1969 sein Abitur. Ein Studium der Zahnmedizin absolvierte er von Oktober 1971 bis Februar 1978 an der Universität Belgrad. Dort erhielt er 1978 das Diplom zum Zahnmediziner. Von 1985 bis 1987 machte er eine Fachausbildung für Kieferorthopädie an der Universität Witten-Herdecke. Seit 1987 ist er Kieferorthopäde. Von 1981 bis 1982 war er als Schulzahnarzt beim Gesundheitsamt des Märkischen Kreises in Lüdenscheid angestellt. Von 1982 bis 1983 arbeitete er als Assistent in einer Zahnarztpraxis in Oberhausen, von 1983 bis 1985 war er in einer Kieferorthopädiepraxis in Iserlohn beschäftigt. Seit 1987 ist Hammad selbständiger Zahnarzt für Kieferorthopädie in Castrop-Rauxel.

## Politik
Hisham Hammad war von 1970 bis 1976 Mitglied der PLO. Seit 1988 ist er Mitglied der Partei Bündnis 90/Die Grünen. Ab 1995 war er Mitglied des Länderrates von Bündnis 90/Die Grünen und ab 1990 Mitglied des Landesparteirates und der Landesdelegiertenkonferenz der Partei Bündnis 90/Die Grünen Nordrhein-Westfalen. Hammad war Mitglied des Rates der Stadt Dortmund von März bis zum 14. Juni 1995.
Hisham Hammad war vom 1. Juni 1995 an Mitglied des 12. Landtags von Nordrhein-Westfalen, in den er über die Landesliste einzog und aus dem er am 20. Oktober 1997 wieder ausschied.